# 達蒙 (伊利諾伊州)
達蒙（英語：Damon）是位於美國伊利諾伊州布朗縣的一個非建制地區。該地的面積和人口皆未知。

## 地理
達蒙的座標為40°04′59″N 90°49′48″W / 40.08306°N 90.83000°W，而該地的平均海拔高度為209米（即686英尺）。